# The Edge (filme)
The Edge é um filme estadunidense, do gênero aventura, dirigido por Lee Tamahori.

## Elenco
- Anthony Hopkins ... Charles Morse
- Alec Baldwin ... Robert Green
- Elle Macpherson ... Mickey Morse
- Harold Perrineau Jr. ... Stephen
- Bart, o Urso ... O Urso
- L.Q. Jones ... Styles
- Kathleen Wilhoite ... Ginny
- David Lindstedt ... James
- Mark Kiely ... Mecânico
- Eli Gabay ... Piloto
- Larry Musser ... Piloto anfíbio
- Brian Arnold ... Repórter
- Bob Boyd ... Repórter
- Kelsa Kinsly ... Repórter
- Gordon Tootoosis ... Jack Hawk
- Randy Birch ... (não creditado)
- Larry Lefebvre ... (não creditado)
- Brian Steele ... Urso, sequência do ataque